# Antonio Riva (Baumeister)

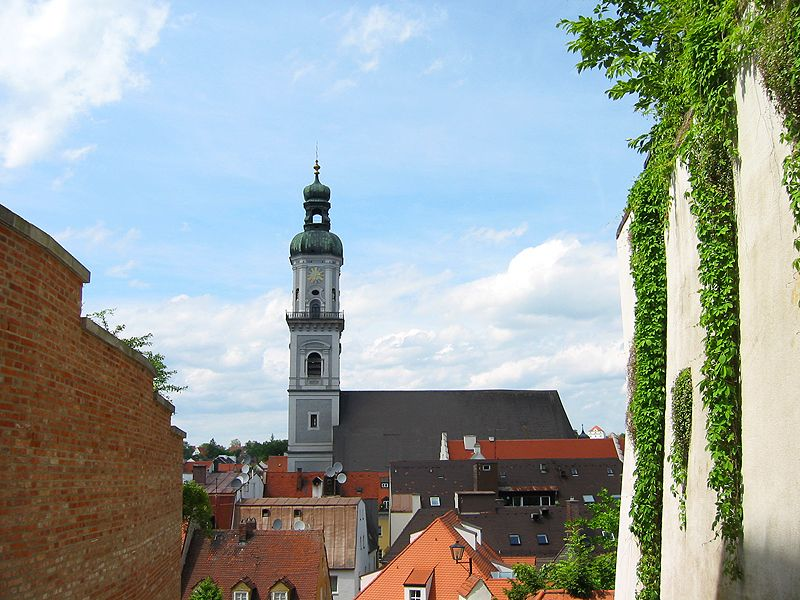
St. Georg in Freising

Antonio Riva (* 1650 in Roveredo, Graubünden; † 29. April 1713 in Valenciennes oder 1714 in Bonn), auch Antonio Ripa oder Antonio Giuseppe de Rippa, war ein Graubündner Baumeister.
Riva stammte aus Roveredo und kam mit Kaspar Zuccalli nach Bayern. Dort arbeitete mit diesem 1675 an der Oswaldkirche in Traunstein. Er erbaute die Propstei von Sankt Martin und die Treppe des Krankenhauses von Landshut, die Wallfahrtskirche Maria-Hilf in Vilshofen und das Kloster Tegernsee.
Von 1680 bis 1685 war er unter Enrico Zuccalli mit Arbeiten an der Münchner Residenz betraut und errichtete von 1681 bis 1689 den Barockturm der Kirche St. Georg in Freising. Nach Zeichnungen von Zuccalli leitete er den Bau des Kurfürstliches Schlosses Bonn und der Lütticher Residenz des Kölner Erzbischofs Joseph Clemens von Bayern. Für Ferdinand Maria Franz Freiherr von Neuhaus, Obristkämmerer des bayerischen Kurfürsten Maximilian II. Emanuel, erbaute er 1684 Schloss Zangberg. Er führte zunächst den Bau des Stadtpalais Liechtenstein in der Bankgasse in Wien nach Plänen von Domenico Martinelli aus, die Gabriel de Gabrieli 1715 vollendete.
1701 erhielt er vom Kurerzbischof ein Haus in Bonn geschenkt, wo er seitdem ansässig war.